# Staklokrilci
Staklokrilci Sesiidae porodica su leptira staklastih krila. Ljuskice koje pokrivaju krila su kod ovih leptira slabo razvijene, tako da je veći dio krila proziran, a tek na rubovima pokriven ljuskama. Tijela po obliku i boji sliče tijelu osa odnosno opnokrilaca što je njihova mimikrija.
Gusjenice žive u unutrašnjosti biljaka. Blijedo su žute ili mutnobijele boje, a glava i nadvratnjak su im crni.
Kukuljice se nalaze u posebnom kokonu sastavljenom od piljevine i drvnih grizotina.
Najpoznatije su vrste: staklokrili stršljenar (Trochilium apiforme), jabučna staklokrilka (Trochilium mypaeforme), ribizlova staklokrilka (Trochilium tipuliforme), mala topolova staklokrilka (Sciapteron tabaniforme).